# یاگوتینو
یاگوتینو (به لاتین: Yagotino) یک منطقهٔ مسکونی در روسیه است که در سرزمین آلتای واقع شده‌است.